# Narcao
Narcao là một đô thị ở tỉnh Sud Sardegna trong vùng Sardegna, có cự ly khoảng 40 km về phía tây của Cagliari và khoảng 15 km về phía đông của Carbonia. Tại thời điểm ngày 31 tháng 12 năm 2004, đô thị này có dân số 3.384 người và diện tích là 86,1 km².
Đô thị Narcao có các frazioni (các đơn vị trực thuộc, chủ yếu là các làng) Rio Murtas, Terraseo, Pesus, Is Meddas, Is Sais, Is Aios, Terrubia, và Is Cherchis.
Narcao giáp các đô thị: Carbonia, Iglesias, Nuxis, Perdaxius, Siliqua, Villamassargia, Villaperuccio.